# Mars Kadiombo Yamba Bilonda
Mars Kadiombo Yamba Bilonda, né le 3 mars 1958 dans la province du Katanga (actuellement Haut-Katanga) et mort le 15 juillet 2021 à Kinshasa, est un artiste comédien, dramaturge, scénariste et réalisateur congolais,,.

## Filmographie (scénariste et réalisateur)
- 2016 : La Face cachée de Mobutu[4] (long métrage).
- 2019 : Coloré[5],[6] (série télévisée).
- 2021 : Paris à tout prix[7].